# 계층적 군집화
계층적 군집화(Hierarchical clustering), 계층적 클러스터 분석, 위계적 군집화, (hierarchical cluster analysis, HCA)은 데이터 마이닝 및 통계학에서 클러스터 계층을 구축하려는 클러스터 분석 방법이다. 계층적 군집화 전략은 일반적으로 두 가지 범주로 나뉜다.
1. 응집형/병합(agglomerative): 이것은 "상향식" 접근 방식이다. 각 관찰은 자체 클러스터에서 시작하고 클러스터 쌍은 하나가 계층 구조 위로 이동할 때 병합된다.
2. 분할(divisive): 이는 "하향식" 접근 방식이다. 모든 관찰은 하나의 클러스터에서 시작하고 계층 구조 아래로 이동함에 따라 분할이 반복적으로 수행된다.

일반적으로 병합과 분할은 탐욕적인 방식으로 결정된다. 계층적 군집화의 결과는 일반적으로 덴드로그램(dendrogram)으로 표시된다.

## 같이 보기
- 이진 공간 분할법
- 분지학
- 클러스터 분석
- 최근접 이웃 탐색
- 수리분류학